# 星云

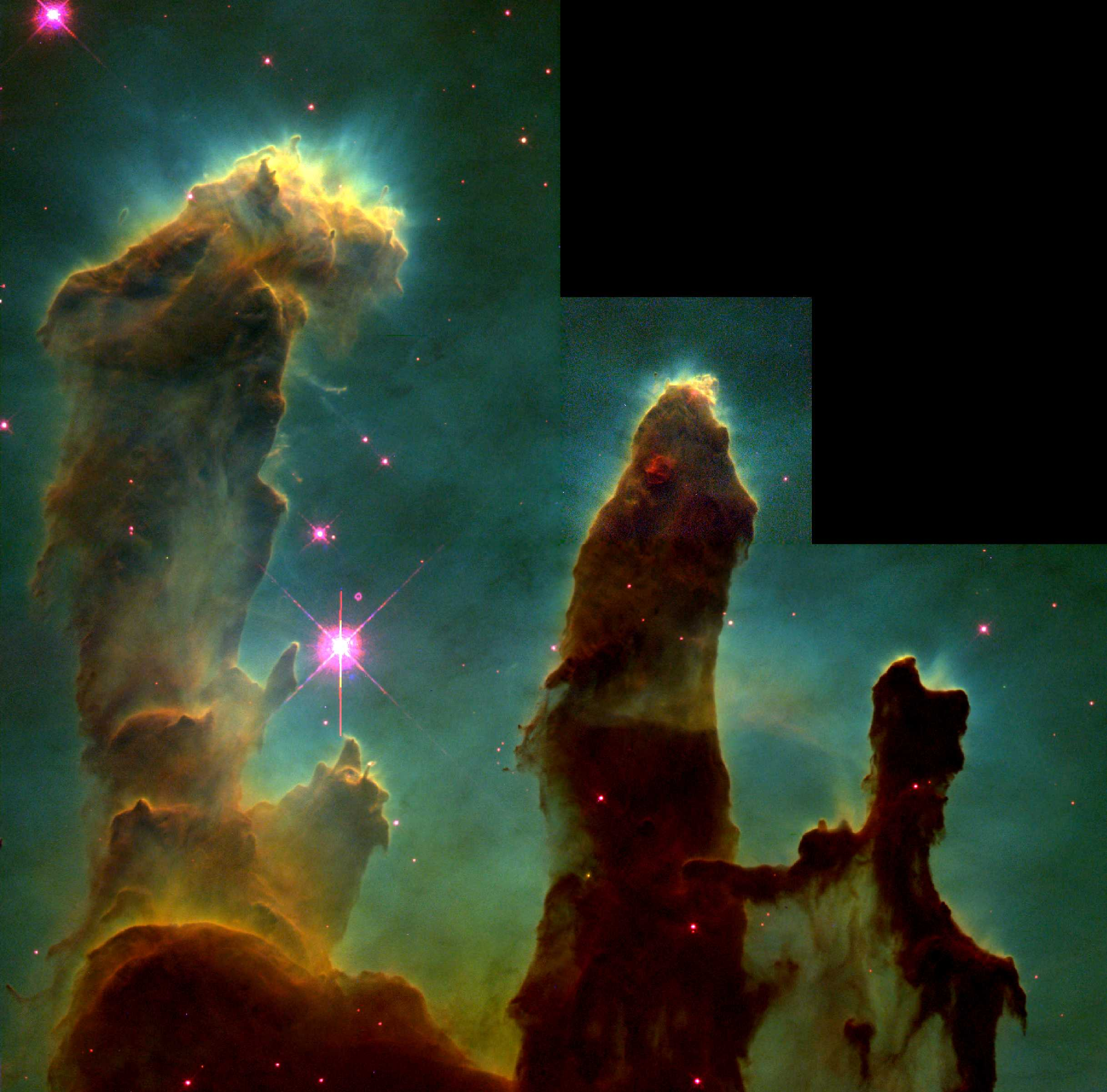
鷹星雲的創生之柱

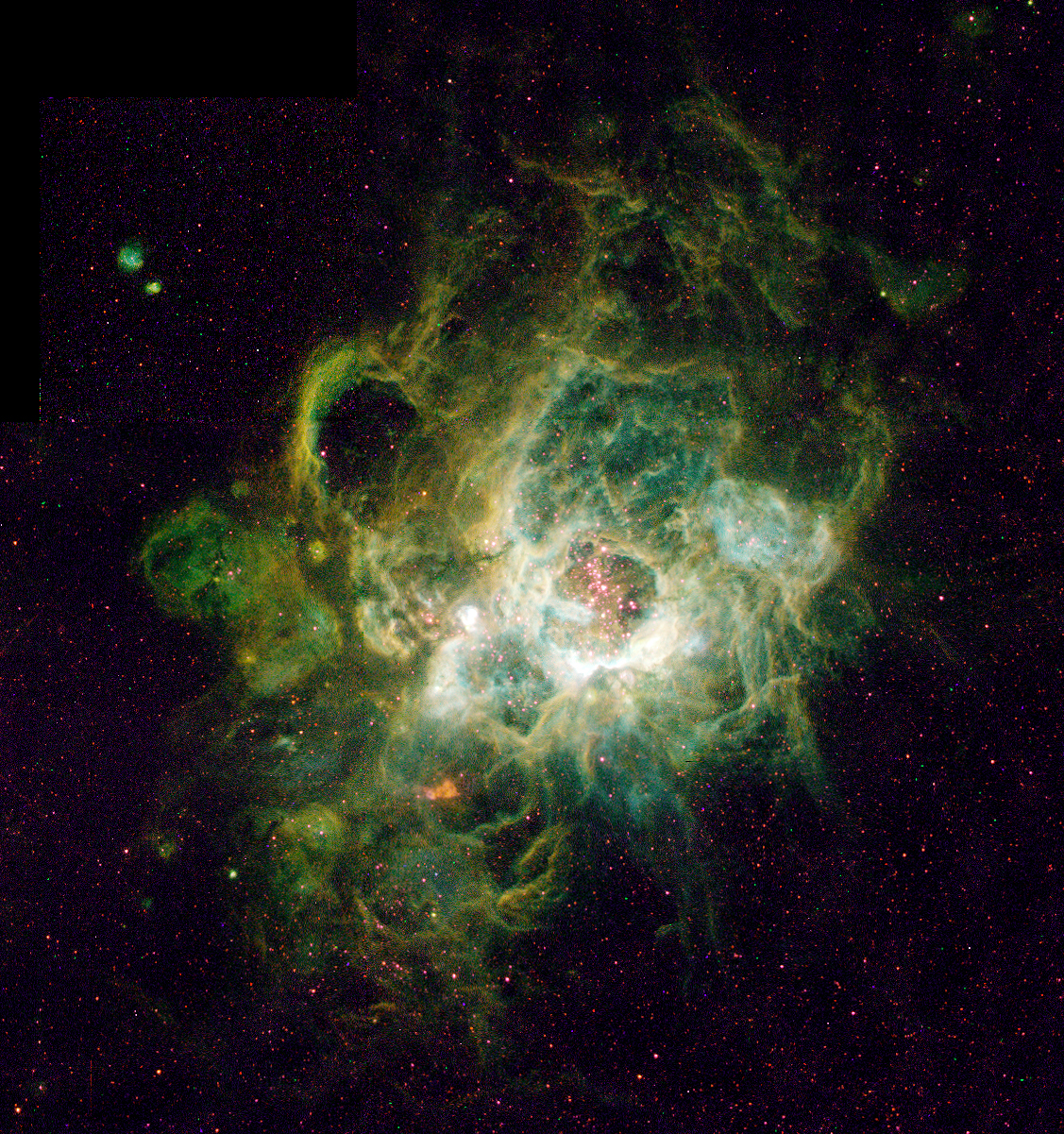
三角座的發射星雲：Garren Nebula NGC 604。

星雲（英语:Nebula，源自拉丁语的nebulae，意为“雲”）是宇宙塵、氫氣、氦氣和其他等離子體聚集的星際雲。原本是天文學上通用的名詞，泛指任何天文上的擴散天體，包括在銀河系之外的星系。
星雲通常也是孕育並形成恒星的區域，例如鷹星雲，這個星雲刻畫出NASA最著名的影像，即創生之柱。在這個區域形成的氣體、塵埃和其他材料擠在一起，聚集了巨大的質量，這吸引了更多的質量，最後大到足以形成恆星。剩餘的材料還可以形成行星和行星系的其它天體。

## 歷史
存在於瑪雅的證據顯示，在望遠鏡發明之前就已經知道星雲的存在。與天空中的獵戶座有關的神話支持這一個理論：神話中提到天空周圍有著熊熊的爐火。
大約在公元150年，托勒密在他著作的天文學大成這本書的第7卷和第8卷寫道：五顆星出現在雲中。他還注意到在大熊座和獅子座之間存在著與任何星星都沒有聯繫的雲氣。第一次真正的提到星雲，有別於星團，是波斯天文學家阿卜杜勒-拉赫曼·蘇菲的恆星之書 (964)。他注意到在仙女座星系位置上的一朵小雲。他還記錄到船帆座o的星群是是一個模糊不清的恆星，還有其它的天體，像是衣架星團，被阿拉伯和中國天文學家在公元1054年觀測到的超新星SN 1054，創造的蟹狀星雲。
不知道是甚麼原因，蘇菲沒有注意到獵戶座星雲，這個至少和仙女座星系同樣著名的夜空天體，尼古拉斯－克勞德·佩雷斯克在1610年11月26日，使用望遠鏡發現的獵戶座星雲。這個星雲也在1618年被讓-巴蒂斯特·齊扎特觀測過。然而，直到1659年惠更斯首度詳細的研究獵戶座星雲，他還認為自己是第一個發現這個星雲的人。
在1715年，愛德蒙·哈雷發表有六個星雲的報告，在1746年被讓－菲利浦·德·舍索增加到20個（包括8個以前不知道的），並且這個數量在世紀中穩定的增加。從1751-1753年，在好望角編製了有42個星雲的目錄，其中大多數是以前不知道的。然後，夏爾·梅西耶在1781年編製了有103個星雲星團的目錄，雖然他這樣做的目的是避免在搜尋彗星時誤認了這些星雲。
星雲的數量在威廉·赫歇耳和他的妹妹卡羅琳·赫歇爾的努力下，數量有了大量的增加。他們一千個新星雲和星團目錄 （页面存档备份，存于）在1786年出版，在1789年出版了第二本，第三本也是最後一本，收錄了510個在1802年出版。在做了這麼多的工作之後，威廉·赫歇耳認為星雲只是未能解析的星團。然而，他在1790年發現一顆被星雲包圍著的恆星，並得出這是一個真正星雲的結論，而不是遙遠的星團。
在1864年初，威廉·哈金斯檢查了大約70個星雲的光譜，他發現三分之一都有氣體的吸收譜線，其餘的則顯示連續的光譜，因此認為包含了大量的恆星。在1912年，當維斯托·斯里弗顯示包圍著昴宿五的星雲有著和疏散星團的昴宿星團一樣的光譜之後，目錄中添加了第三類星雲：星雲輻射的光是反射的星光。
斯里弗和哈伯繼續收集許多瀰漫星雲的光譜，發現29個是發射光譜，和33個是與恆星一樣的連續光譜。在1922年，哈伯，宣布幾乎所有的星雲都與恆星有著關聯，並且是被恆星照亮的。他也發現有發射光譜的星雲幾乎都與光譜是B1或更熱的恆星有關（包括所有O型主序星），而與連續光譜星雲有關的都是溫度較低的恆星。哈伯和亨利·諾利斯·羅素兩人都推論高溫的恆星以某種方式改變了周圍的星雲。

## 形成
許多星雲或恆星都是在引力坍縮的星際介質氣體或ISM中形成的。當物質因為本身的重量而坍縮時，在中心可能會形成大質量的恆星，而且它們的紫外線輻射會造成周圍的氣體電離，使它們發射出可見光的波長。玫瑰星雲和鵜鶘星雲就是這種星雲的例子。這些星雲的小，就是所謂的電離氫區，會依據原來分子雲的大小而有所不同。它們位於恆星誕生區，而形成的恆星經常是所知的那些年輕、鬆散的集團。
有些星雲的形成是大質量、生命短暫的恆星發生超新星爆炸的結果。從超新星爆炸拋射出來的物質是被高能量電離的，而且它還會產生緻密物質。在這之中，金牛座的蟹狀星雲就是最著名的例子。這個超新星事件發生在西元1054年，所以被標記為SN 1054，被創造的緻密物質就是位於蟹狀星雲中心的中子星。
另一種可能形成的星雲是行星狀星雲，這是低質量恆星生命的最後階段，像是地球的太陽。質量上限大約是8-10倍太陽質量的恆星，會演化成為紅巨星，並且外層的大氣層在脹縮時，會以緩慢的速率流失質量。當恆星失去了足夠的物質之後，它表面的溫度會升高，而且它發射出的紫外線會使早先被拋出而環繞在周圍的氣體被電離。這種星雲的97%是氫，3%是氦，其餘的則是微量但可偵測到的物質。在這一階段的主要功能是完成平衡。

## 星雲的種類

### 傳統的類型
星系（螺旋星雲）、距離遙遠的星團（球狀星團）和無法解析的恆星，在它們的性質被理解之前，都因為無法分辨，曾經也被歸類為星雲，但現在都已不再是星雲。
被稱為星雲的物體主要分為4大類：
- 電離氫區：含有電離氫的大型瀰漫星雲
- 行星狀星雲
- 超新星殘骸（例如：蟹狀星雲）
- 暗星雲

這樣的分類並未包含所有的雲狀結構天體，像是赫比格-哈羅天體就是一個例子。

### 瀰漫星雲
反射星雲是在恆星的瀰漫星雲的例子。

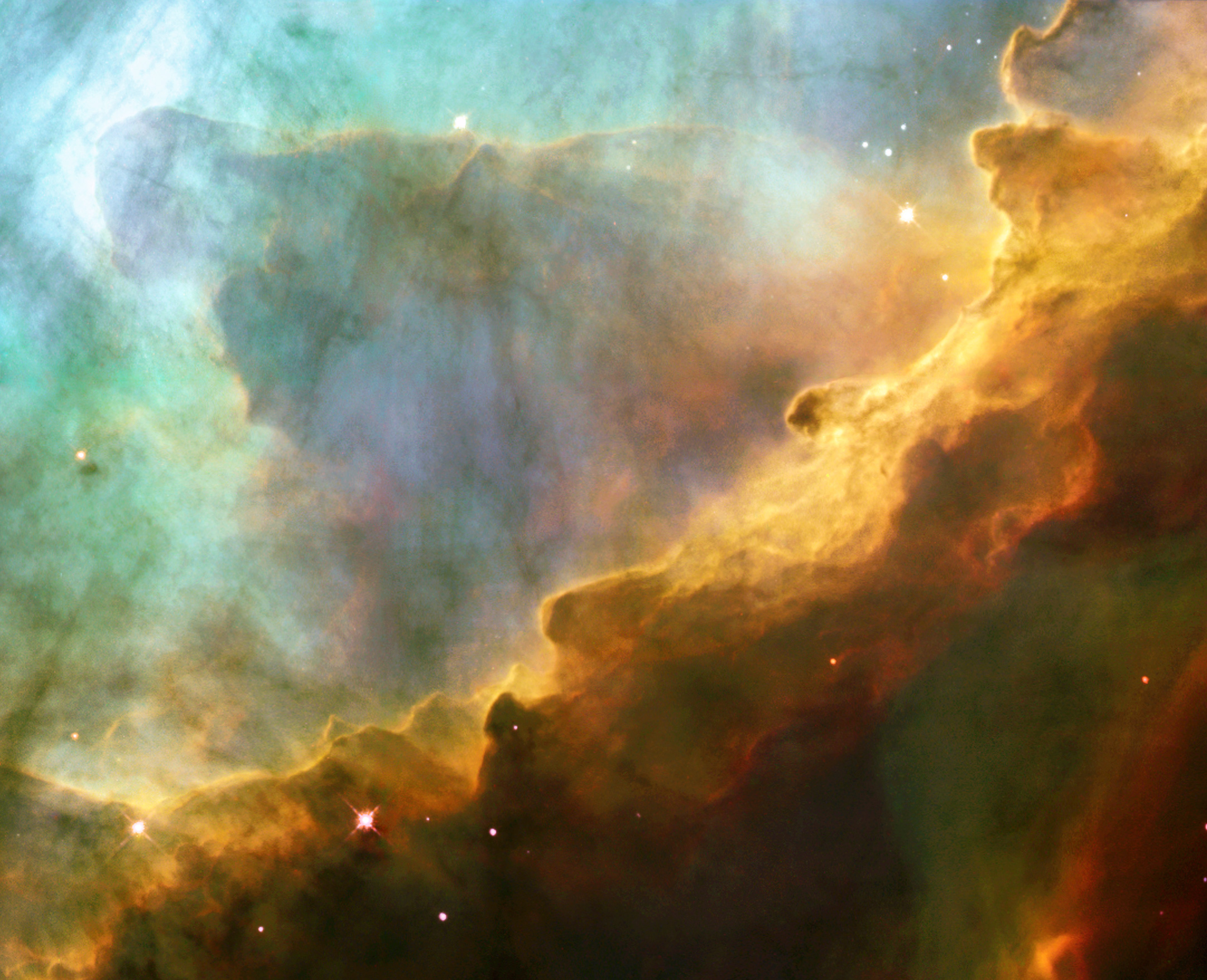
欧米加星云，是發射星雲的例子。

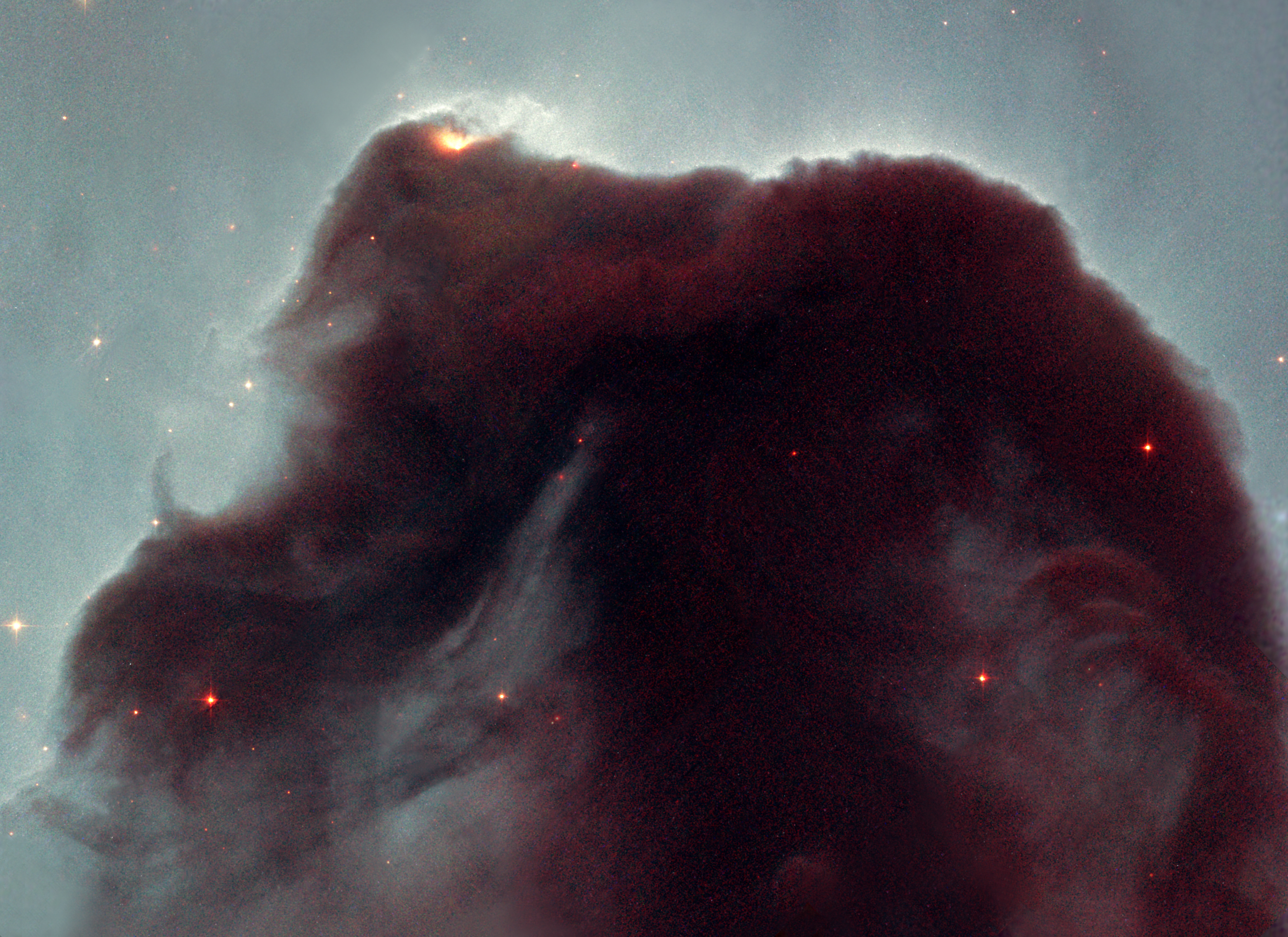
馬頭星雲，是暗星雲的例子。

大多數的星雲都可以被描述成瀰漫星雲，這意味著它們是擴散的，沒有明確的邊界。在可見光下，這些星雲可以再細分為發射星雲和反射星雲，這種分類法取決於我們看它是如何發光的。發射星雲包含電離的氣體（多數是氫離子），它們發射出譜線。這些發射星雲經常被稱為電離氫區；職業的天文學家經常使用HII來表示這些電離的氫。相對於發射星雲，反射星雲本身幾乎不會產生可見光，他僅是反射鄰近恆星的光。
暗星雲也與瀰漫星雲相似，但它似乎既不發射也不反射任何光線，取而代之的是，它們是在更遙遠的恆星前面或發射星雲前面的黑暗雲氣。
雖然這些星雲在可見光中有著不同的波長，但是它們的光源都來是紅外線波長。這些輻射主要來是星雲內部的塵埃。

### 行星狀星雲

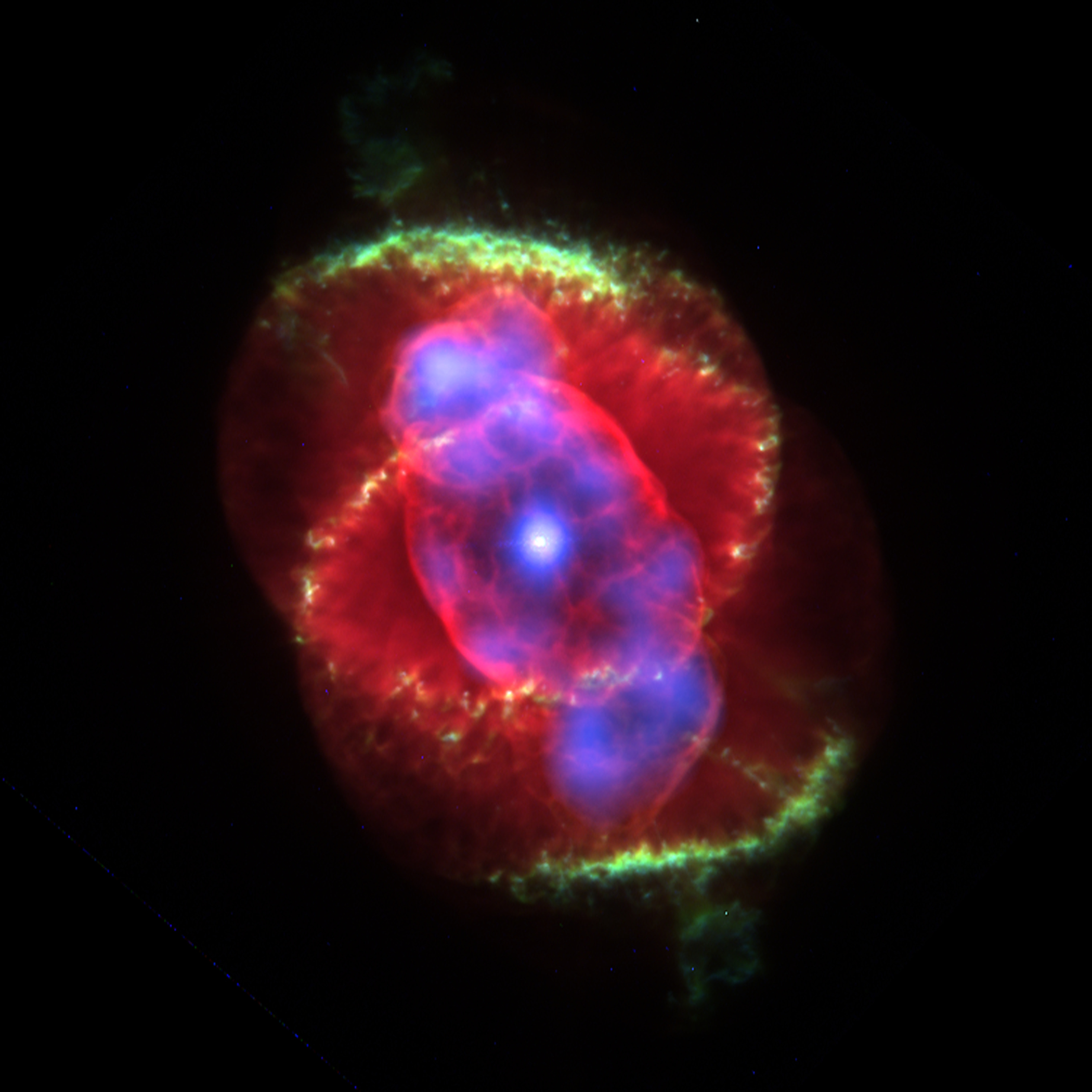
貓眼星雲，行星狀星雲的例子。

行星狀星雲是低質量漸近巨星分支的恆星轉化成白矮星時，從外殼拋出的氣體形成的星雲。這些星雲發射出的光譜類似於在恆星形成區域發現的星雲所發出的光譜。技術上，因為多數的氫都是電離的，因此它們是HII區。但是，行星狀星雲的密度比恆星形成區的星雲更高和更緊密。它們被稱為行星狀星雲是因為天文學家初次看見這些天體時，認為這些星雲像是行星的盤面，雖然它們與行星沒有任何關聯。相信我們的太陽在誕生120億年後會成為其中的一員。

#### 原行星雲

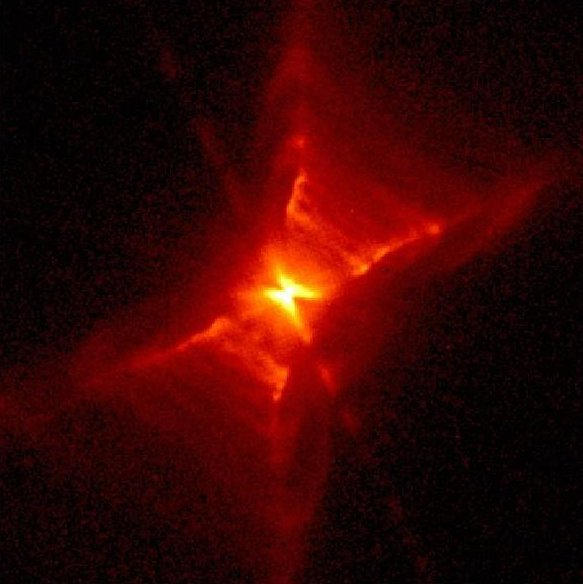
紅矩形星雲，是原行星雲的例子。

原行星雲（PPN）是介於晚期漸近巨星分支（LAGB）階段和隨後的行星狀星雲（PN）階段之間，當恆星快速的進行演化而短暫存在的一種天體。在AGB階段，恆星經歷質量的損失，釋出由氫氣形成的星周殼。當這個階段結束時，恆星就進入PPN階段。
PPN因為中心的恆星而充滿活力，使它發射出強烈紅外線輻射而成為反射星雲。當來自中心被汙染的恆星風形成和衝擊外殼成為軸向對稱的型式，同時生成快速移動的分子風。當PPN成為行星狀星雲的精確點取決於中央恆星的溫度。PPN的階段會持續至中心恆星的溫度達到30,000K之後，這是熱得足夠使周圍氣體電離的溫度。

### 超新星殘骸

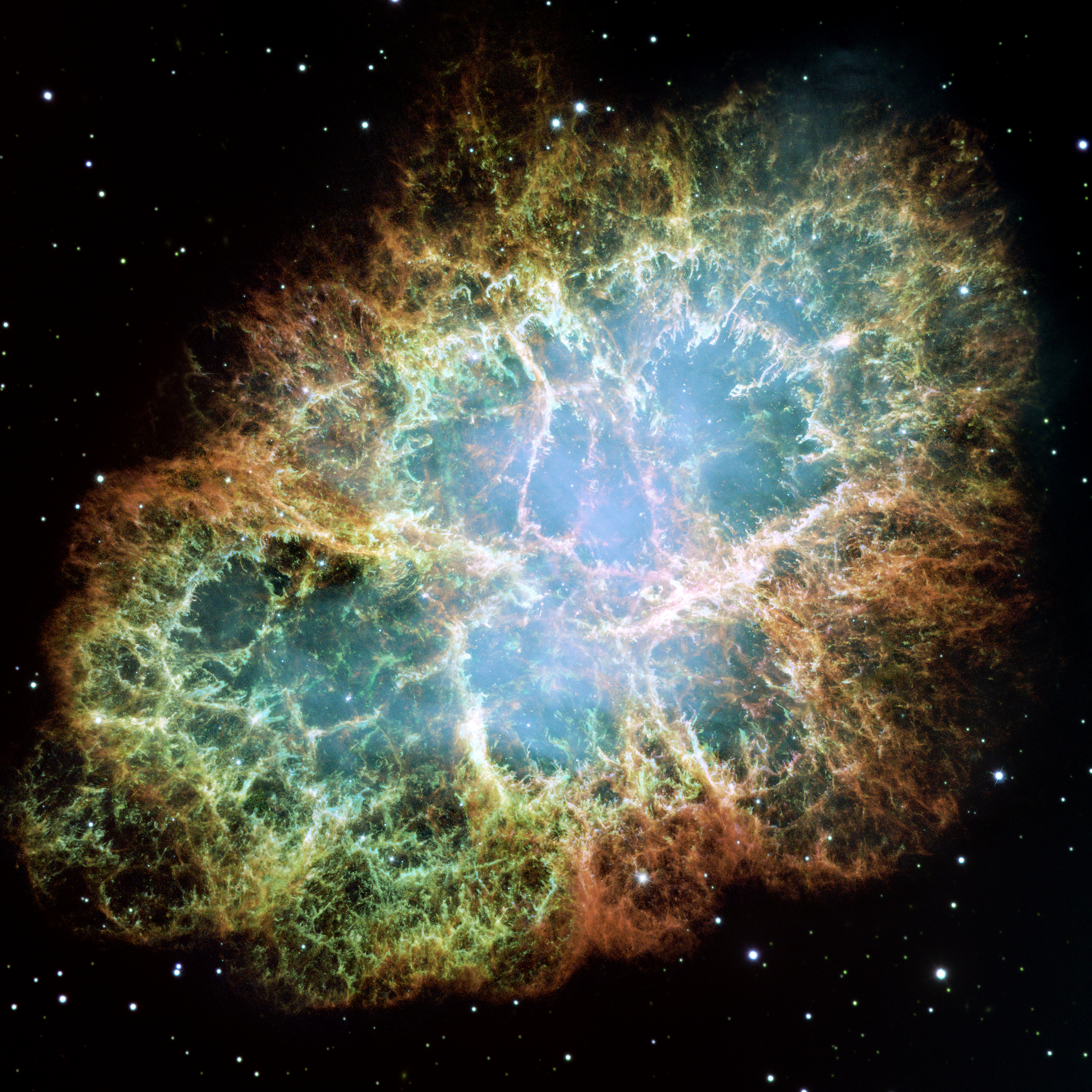
蟹狀星雲，超新星殘骸的例子。

大質量恆星抵達生命的終點時會成為超新星。當在核心的核融合停止，恆星會坍縮。墜入內部的氣體不是從核心被強烈的反彈就是獲得大量的能量，因而導致恆星爆炸性的向外擴展。膨脹的氣殼形成超新星殘骸，一種特別的瀰漫星雲。雖然有許多可見光和X射線輻射源自超新星殘骸電離的氣體，但大量的電波發射是來自被稱為同步輻射的非熱輻射。這種輻射源自高速電子在磁場內的振盪。

## 著名的星雲
- 螞蟻星雲
- 巴納德環
- 回力棒星雲
- 貓眼星雲
- 蟹狀星雲
- 鷹星雲
- 愛斯基摩星雲
- 船底座星雲
- 螺旋星雲
- 沙漏星雲
- 馬頭星雲
- 猎户座大星云
- 鵜鶘星雲
- 紅矩形星雲
- 環狀星雲
- 玫瑰星雲
- 蜘蛛星云

### 目錄
- 古姆星表
- RCW星表
- 沙普利斯亮星云表
- 梅西耶天體
- 科德韦尔深空天体表
- 阿貝爾行星狀星雲目錄

## 外部連結
- Fusedweb.pppl.gov （页面存档备份，存于）
- Information on star formation, geocities.com
- Clickable table of Messier objects, space-and-telescope.com
- NASAN.gov, nebula worldbook